# Majdan Sitaniecki
Majdan Sitaniecki – wieś w Polsce położona w województwie lubelskim, w powiecie zamojskim, w gminie Stary Zamość.
| SIMC    | Nazwa    | Rodzaj    |
| ------- | -------- | --------- |
| 0899153 | Bezednia | część wsi |

W latach 1975–1998 miejscowość administracyjnie należała do województwa zamojskiego.
Wieś stanowi sołectwo gminy Stary Zamość.  Według Narodowego Spisu Powszechnego z roku 2011 wieś liczyła 253 mieszkańców.
Wierni Kościoła rzymskokatolickiego należą do parafii Wniebowzięcia Najświętszej Maryi Panny w Starym Zamościu.